# 菲利波·布鲁内莱斯基

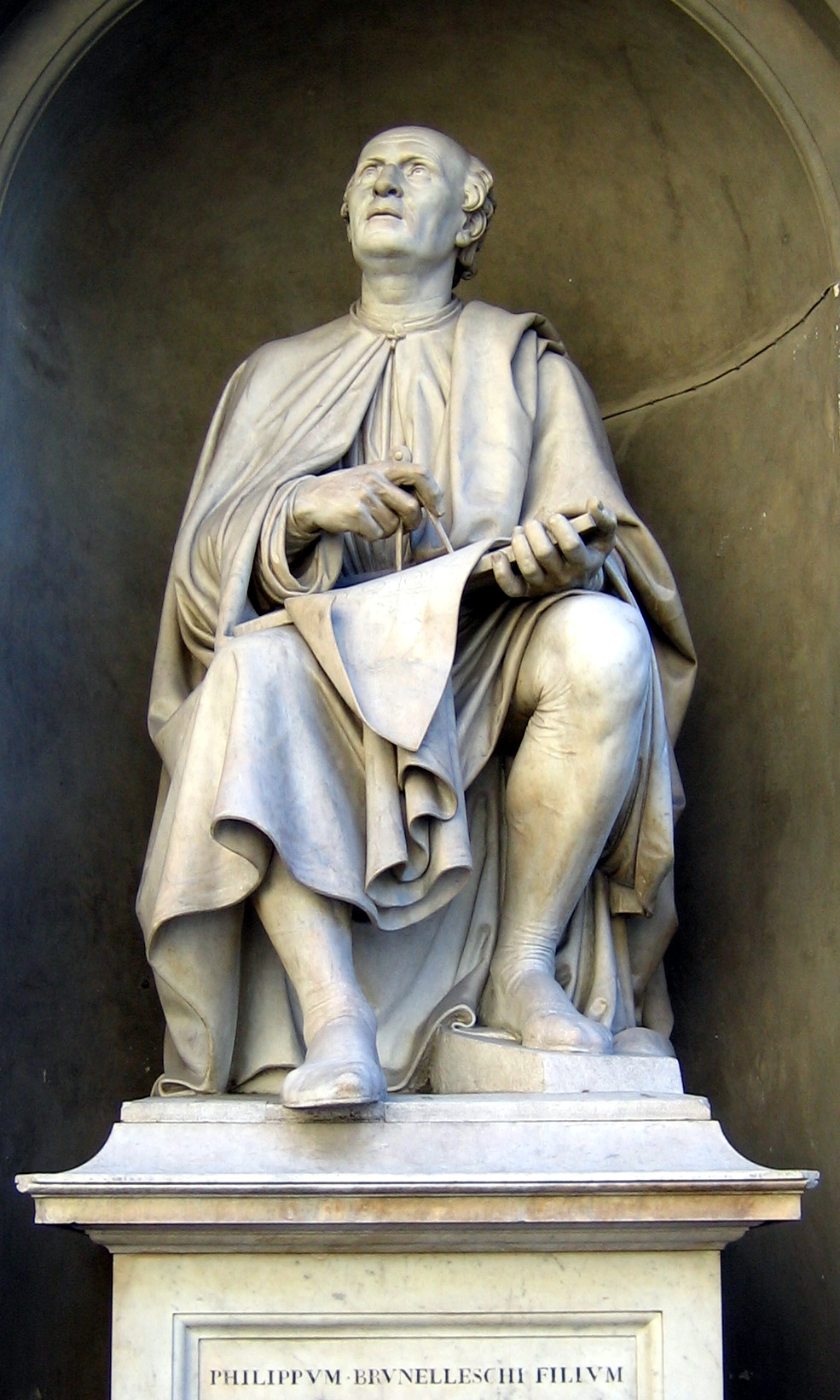
布鲁内莱斯基的雕像，眺望着他设计的穹頂

菲利波·布鲁内莱斯基（義大利語：Filippo Brunelleschi，1377年—1446年4月15日），其姓又译作布魯內列斯基、伯鲁乃列斯基，意大利文艺复兴早期颇负盛名的建築師与工程师，线性透视法的发明者。他的主要建筑作品都位于意大利佛罗伦萨。根据他的熟人兼传记作者安东尼奥·马内蒂的说法：布鲁内莱斯基“得以享有埋葬在圣母百花大教堂的殊荣，在世时已经雕好一个大理石胸像，以这样一个辉煌的墓志铭作为永恒的纪念。”

## 早期生平
对于布鲁内莱斯基的早期生平所知甚少，仅有的资料来源是安东尼奥·马内蒂与乔尔乔·瓦萨里的描述。据这些资料显示，菲利波的父亲是 Brunellesco di Lippo，一名律师；其母亲是 Giuliana Spini 。菲利波在三个孩子中排行居中。菲利波幼时受过文学和数学教育，家人期望他步乃父后尘成为一名公务员。然而他更喜欢艺术，从而加入了丝绸制造商行会，会员也包括金匠、金属工匠以及青铜匠。他于1398年成为一名金匠。因而他的第一份重要委任──建设育婴堂──来自于他所属的行会就顺理成章了。
1401年，布鲁内莱斯基参加了为佛罗伦萨圣乔凡尼洗礼堂设计新的青铜大门的竞赛，参赛者还包括一位年轻的金匠洛倫佐·吉貝爾蒂。布鲁内莱斯基创作了一块镀金的青铜板，描绘了以撒献祭的场景，让人联想到一座名为“拔刺者”的经典雕像，而吉贝尔蒂则创作了裸体的以撒形象。1403年，吉贝尔蒂凭借其高超的技术赢得了竞赛，主要原因在于他的青铜板是一整块铸造出来的，体现了他掌握了更为复杂的铸造技术。而布鲁内莱斯基的作品却是由固定在底板上的多个部件组成。吉贝尔蒂此后创作出来的青铜门天堂之門在100年后得到米开朗琪罗的盛赞：“真乃‘巧奪天工’也”。

## 建筑师生涯

布鲁内莱斯基设计的圣母百花大教堂穹顶

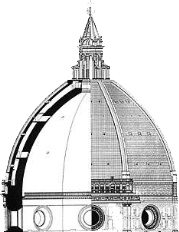
穹顶剖面图

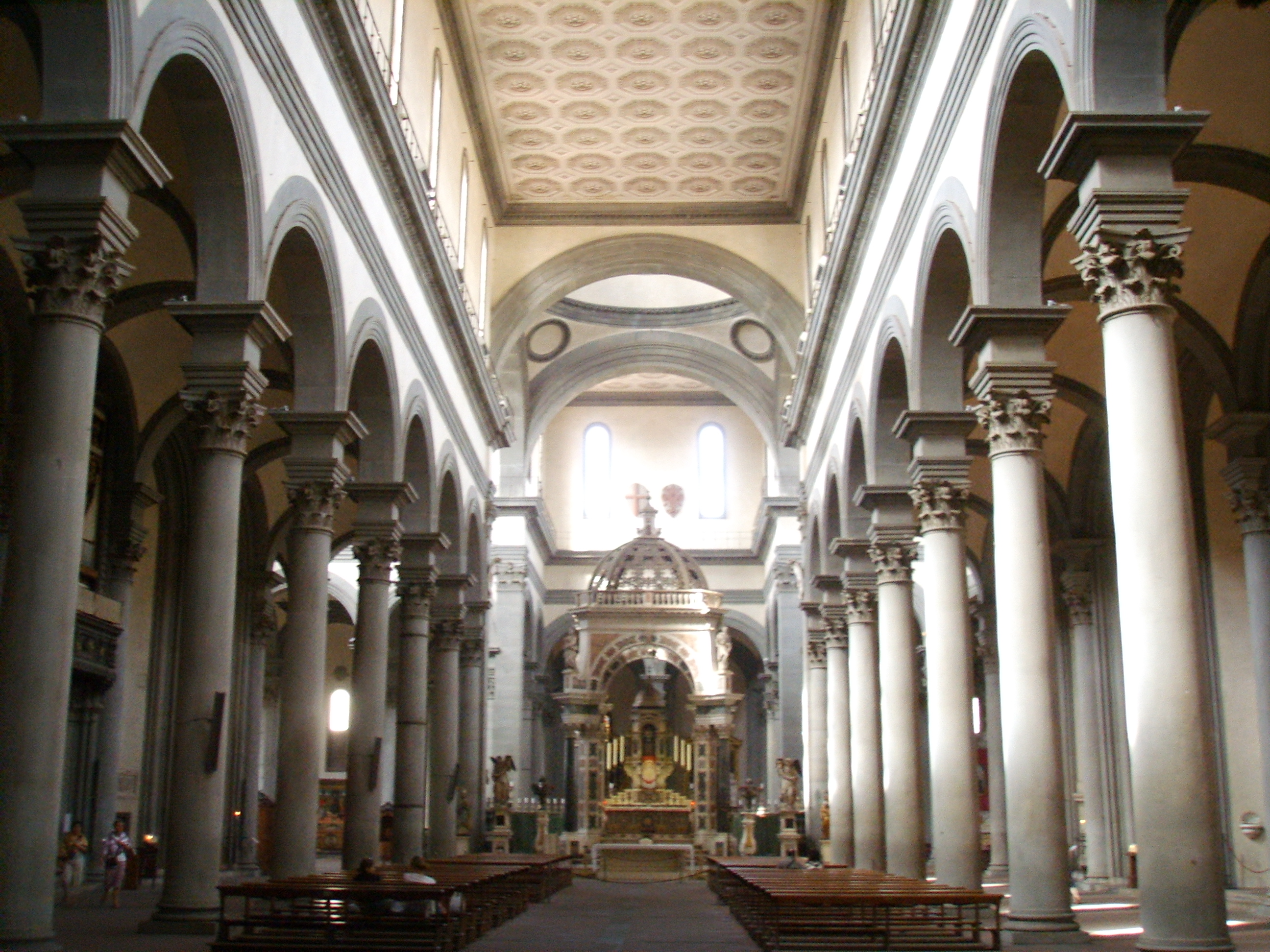
圣灵大教堂中殿，1441-1481

关于布鲁内莱斯基是如何从金匠转行成建筑师的资料很匮乏。同样重要的是，他如何能够摆脱哥特式又称中世纪式风格的影响，转向我们统称为文艺复兴式的建筑风格并成为其先驱的过程，我们也知之不多。在1400年，兴起了研究“人文主义”的兴趣，与当时的中世纪形式主义形成对立。但最初这种对于罗马遗存的兴趣仅局限于一小部分学者、作家和哲学家，并没有影响到视觉艺术。而正是在这个时期（1402至1404年），布鲁内莱斯基和朋友多那太罗赴罗马研究古罗马遗迹。正如布鲁内莱斯基，多那太罗也是金匠学徒出身，他其后在吉贝尔蒂的作坊工作过。尽管在此前的数十年间，作家与哲学家们探讨过古罗马的荣耀，但似乎在布鲁内莱斯基和多那太罗之前，还没有人详尽实地研究过这些遗迹。他们也从古罗马的作家那里获得灵感，尤其是维特鲁威的《建筑十书》为当时仍然矗立的建筑提供了知识框架。

### 身负重任
布鲁内莱斯基领受的第一项建筑任务是佛罗伦萨的育婴堂 (1419-ca.1445)。它长长的券廊在佛罗伦萨拥挤、弯曲的街道上非常少见，其8米高的拱券更是让人一见难忘。建筑物高贵而素净，没有使用大理石镶嵌作为装饰。 它的柱式和柱头使其成为佛罗伦萨第一座让人清楚联想起古典时期风格的建筑。
其后各项任务接踵而来，其中最重要的是设计圣母百花大教堂的穹顶(1419-1436)以及圣洛伦佐教堂的圣器室(1421-1440)。 圣母百花大教堂的复杂历史无须赘述，需要提的是在1418年只剩下穹顶还没有开工。当时的难题在于上个世纪教堂设计出来后，没人知道应该怎样建造这个穹顶。这个穹顶比罗马万神殿的穹顶还要大，而且自万神殿以来再没有建过更大的穹顶了。 由于城市贵胄们禁止使用飞扶壁，而且没办法搭建够高、够坚固的脚手架（也没有足够的材料），所以不知道这么大的穹顶怎么能造出来，甚或仅让它不塌下来已经很难办了。 必须考虑的还有，当时静力学还没有发展起来，而且所使用的灰泥需要几天的时间才会凝固，因此要靠脚手架提供很长时间的支撑。1419年， 羊毛商人行会举办了一场竞赛来征集建筑方案，主要的竞争者又是吉贝尔蒂和布鲁内莱斯基。这一次，布鲁内莱斯基获胜并获得委任。
穹顶、采光亭(建于1436-ca.1450)及耳堂(建于1439-1445)占据了布鲁内莱斯基生命中的大部分时间 布鲁内莱斯基的成功毋庸置疑归因于他的技术和数学才能。穹顶的建造使用了400多万块砖。为了将建筑材料运送到高处，他发明了一种起重机，这明显是受到维特鲁威在《建筑十书》中的描述所启发。书中描写了公元一世纪兴建万神殿和戴克利先浴场这类大型建筑时用到的机械，而这些建筑在布鲁内莱斯基的年代，他仍能亲眼所见。为防止他人剽窃自己的成果，布鲁内莱斯基为起重机申请了专利。布鲁内莱斯基还凭借其发明的一种运输船获颁第一个现代意义的专利权。
布鲁内莱斯基设计的圣洛伦佐教堂(1419-1480s)和圣灵大教堂(1441-1481)都成为文艺复兴建筑的典范，而且人们认为后者更符合他的设计理念。

## 主要作品
布鲁内莱斯基设计或参与的主要项目:

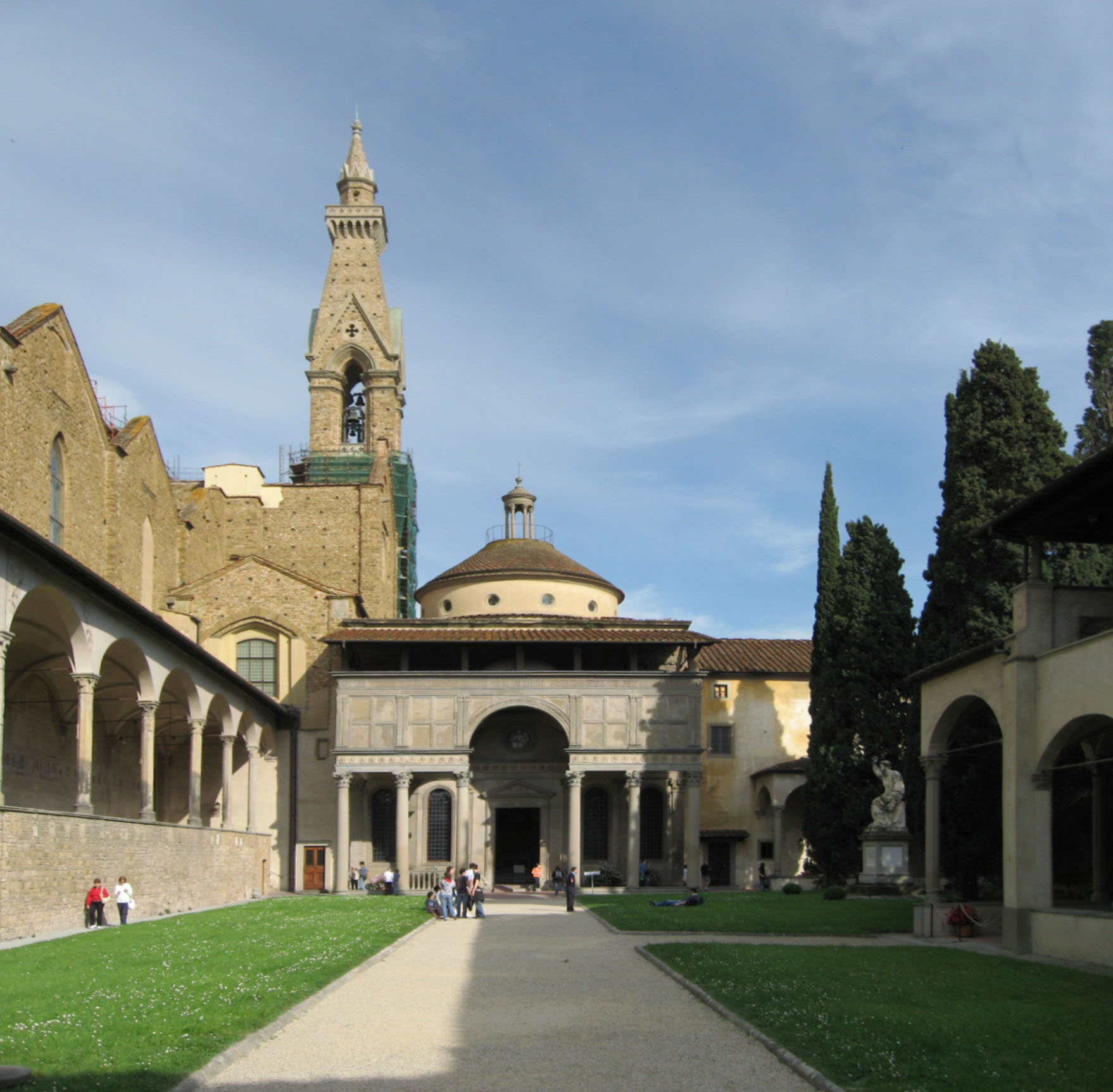
圣克洛齐教堂中的巴齐礼拜堂，布鲁内莱斯基最后的作品之一

- 圣母百花大教堂的穹顶, (1419-1436)
- 育婴堂, (1419-ca.1445)
- 圣洛伦佐教堂, (1419-1480s)
- Palazzo di Parte Guelfa, (1420s-1445)
- 圣洛伦佐教堂的旧圣器室（英语：Sagrestia Vecchia）, (1421-1440)
- 天神之后堂 (佛羅倫斯): 未完成(始于 1434年)
- 圣母百花大教堂的采光亭, (1436-ca.1450)
- 圣母百花大教堂的耳堂, (1439-1445)
- 佛羅倫斯聖神大殿, (1441-1481)
- 帕齊禮拜堂, (1441-1460s)

## 延伸阅读
- Argan, Giulio Carlo; Robb, Nesca A. . Journal of the Warburg and Courtauld Institutes. 1946, 9: 96–121. JSTOR 750311. doi:10.2307/750311.
- Fanelli, Giovanni. . Florence: Mandragora. 2004.
- Heydenreich, Ludwig H. . New Haven/London: Yale University Press. 1996. ISBN 978-0-300-06467-4.
- Hyman, Isabelle. . Prentice-Hall. 1974.
- Kemp, Martin. . Art History. 1978, 1 (2): 134–161. doi:10.1111/j.1467-8365.1978.tb00010.x.
- Prager, F. D. . Osiris. 1950, 9: 457–554. S2CID 143092927. doi:10.1086/368537.
- Millon, Henry A.; Lampugnani, Vittorio Magnago (编). . London: Thames and Hudson. 1994.
- Trachtenberg, Marvin. . New York. 1988.
- King, Ross. . New York: Walker. 2000  [2021-03-01]. ISBN 0-8027-1366-1. （原始内容存档于2021-03-04）.
- Devémy, Jean-François. . Suresnes: Les Editions du Net. 2013. ISBN 978-2-312-01329-9. (in line presentation （页面存档备份，存于）)
- Saalman, Howard. . Penn State Press. 1993  [2021-03-01]. ISBN 0271010673. （原始内容存档于2022-01-16）.
- Vereycken, Karel, "The Secrets of the Florentine Dome" （页面存档备份，存于）, Schiller Institute, 2013. (Translation from the French, "Les secrets du dôme de Florence" （页面存档备份，存于）, la revue Fusion, n° 96, Mai, Juin 2003)
- "The Great Cathedral Mystery" （页面存档备份，存于）, PBS Nova TV documentary, February 12, 2014